# Nový Bor
Nový Bor är en stad i Tjeckien. Den ligger i den norra delen av landet, 70 km norr om huvudstaden Prag. Nový Bor ligger 371 meter över havet och antalet invånare är 12 171.
Terrängen runt Nový Bor är platt åt sydost, men åt nordväst är den kuperad. Terrängen runt Nový Bor sluttar söderut.Runt Nový Bor är det ganska tätbefolkat, med 75 invånare per kvadratkilometer. Närmaste större samhälle är Česká Lípa, 8,1 km söder om Nový Bor. I omgivningarna runt Nový Bor växer i huvudsak blandskog.